# Sistotrema albopallescens
Sistotrema albopallescens é uma espécie de fungo pertence à família Hydnaceae.